# Hammarby kanal (tunnelbanestation)
Hammarby kanal är en planerad tunnelbanestation inom Stockholms tunnelbana. Stationen blir den första i Stockholm där plattformen ligger under vatten, nämligen under kanalen som stationen får namn efter. Stationen får en uppgång i norr mot Vintertullstorget på Södermalm och en uppgång i söder mot Hammarby allé i Hammarby sjöstad. Denna uppgång kommer att fungera som bytespunkt till Tvärbanans hållplats Luma. Det blir därmed möjligt att gå från sydöstra Södermalm till Hammarby Sjöstad, dock kommer det att krävas giltig SL-biljett. Tunnelbanestationen är en del av Blå linjens planerade utbyggnad mot Nacka centrum och blir den geografiskt första stationen på Nackagrenen efter förgreningen vid Sofia. Stationen förväntas öppna år 2030.